# Marantochloa mannii
Marantochloa mannii är en strimbladsväxtart som först beskrevs av George Bentham, och fick sitt nu gällande namn av Milne-redh. Marantochloa mannii ingår i släktet Marantochloa och familjen strimbladsväxter. Inga underarter finns listade.